# Tales of Darknord
Tales of Darknord — одна из самых старейших дэт-метал-групп России, образованная осенью 1991 года.

## История
Музыкальный коллектив Tales of Darknord был образован осенью 1991 года гитаристом Алексом Кантемировым в рамках направления death-metal. Кроме Алекса Кантемирова, в первый состав входили: Павел Дмитров — бас, бэк-вокал; Сергей Дмитров — ударные. Спустя год выходит первое демо Tales of Darknord под названием Blackened Soul Remains. После записи демо творчество коллектива освещалось в программе «Рок-интенсив» в рамках канала «Четыре четверти» на Радио России.
В сентябре 1994 происходят перестановки в составе — на бас-гитаре теперь играет Антон Ширл, а на ударных Джон Кузнецов. 8 декабря 1994 года было записано второе демо Tragedy, выдержанное в более мелодическом направлении. Следующее демо Absorbing Destinies, записанное 25 марта 1995 года, получило хорошие отзывы как в России, так и за рубежом. 24 июня 1995 было записано последнее демо Tales of Darknord, а 4 ноября коллектив участвует в фестивале Frame Up в городе Ростов-на-Дону совместно с Gods Tower, Detonator и т. д.
В 1996 году выходит дебютный полноформатный альбом Obliteration Allegory на подразделении российского лейбла Союз MetalAgen Records и на лейбле Mortal Dreams Productions. В альбом вошли 12 треков, написанных Tales of Darknord в период с 1992 по 1996 год.
31 января 1997 была завершена запись второго альбома, получившего название Endless Sunfall. Альбом вышел сразу на нескольких лейблах — Legion Productions (в Белоруссии), R.I.P. Productions (в России), Soundless Productions (в Литве). После выпуска альбома Tales of Darknord принимают участие в международном музыкальном фестивале Extremum Fest в Минске вместе с Hermh (Польша), Vicious Crusade, Gods Tower, Apraxia.
С 6 октября по 27 ноября был записан новый альбом The Last, который вышел на R.I.P. Productions в 1998 году. В 2000 году выходит Dismissed.
В 2001 году происходит очередная смена состава группы и последний её выход на сцену. Затем — только студийная работа, которая завершилась в 2004 году выпуском финального для группы альбома «Stalingrad: War Episodes».

## Дискография
- 1992 — Blackened Souls Remains (демо)
- 1994 — Tragedy (демо)
- 1995 — Absorbing Destinies (демо)
- 1995 — Unearthly Agitator (демо)
- 1996 — Obliteration Allegory
- 1997 — Endless Sunfall
- 1997 — The Last
- 2000 — Dismissed
- 2004 — Stalingrad: War Episodes

## Состав

### Последний состав
- Евгений Дементьев — ударные
- Mr. Grikot — гитара, вокал
- Антон Ширл — вокал, бас, гитара (Der Gerwelt)

### Бывшие участники
- Алекс Кантемиров — вокал, гитара (Rossomahaar, Der Gerwelt, Katar, Stonehenge)
- Павел Дмитров — бас
- Сергей Дмитров — ударные
- Джон Кузнецов — ударные (Winter Magik)
- Макс Тюх — гитара

### Рецензии
- The Metal Observer: рецензия альбома Endless Sunfall  (англ.)
- The Metal Observer: рецензия альбома Stalingrad: War Episodes  (англ.)